# Tweede Kamerverkiezingen 1989/Kandidatenlijst/Realisten Nederland
Dit is de kandidatenlijst voor de Tweede Kamerverkiezingen 1989 van Realisten Nederland.

## De lijst
1. Janny Jensema-Vos - 5.062 stemmen
2. J.A.M. van Baal - 129
3. N.J. de Jong - 77
4. Cees Haverhoek - 45
5. J.H. van Toen - 47
6. M.K. af Schultén-Elsas - 75
7. H.T. van Thiel-Berghuijs - 65
8. J. Mach-Vries - 41
9. G.M.T. Gutlich-Appelman - 76
10. C. ten Napel - 69
11. W. Dijkstra - 41
12. C. Smolders - 16
13. P. Kleinepier - 70
14. G. Pijlman - 38
15. F. van Dijk - 67
16. A. de Vries - 50
17. J. Weisel - 79

CDA · PvdA · VVD · D66 · SGP · Groen Links · GPV · RPF · VCN · SP · Humanistische Partij · Milieu Defensie Partij 2000+ · PDS · Realisten Nederland · AWP · Bejaarden Centraal · Vrouwenpartij · Socialistische Minderheden Partij · Centrumdemocraten · De Groenen · PPvO · VMP · SAP · Grote Alliance Partij · Staatkundige Federatie